# Pynthorumkhrah
Pynthorumkhrah là một thị trấn thống kê (census town) của quận East Khasi Hills thuộc bang Meghalaya, Ấn Độ.

## Nhân khẩu
Theo điều tra dân số năm 2001 của Ấn Độ, Pynthorumkhrah có dân số 22.108 người. Phái nam chiếm 52% tổng số dân và phái nữ chiếm 48%. Pynthorumkhrah có tỷ lệ 71% biết đọc biết viết, cao hơn tỷ lệ trung bình toàn quốc là 59,5%: tỷ lệ cho phái nam là 75%, và tỷ lệ cho phái nữ là 67%. Tại Pynthorumkhrah, 14% dân số nhỏ hơn 6 tuổi.